# Gandia
Gandia település Spanyolországban, Valencia tartományban.  Lakosainak száma 80 095 fő (2024).

## Fekvése
Valencia spanyol tartományban, Valenciától  60 km-re,  a tengertőél 3 km-re található.

### Szomszédos települések
Gandia Pinet, Valencia, Llutxent, Ador, Palma de Gandía, Real de Gandía, Benirredrà, Almoines, Bellreguard, Guardamar de la Safor, Daimús, Barx, Xeraco, Xeresa és Miramar községekkel határos.

## Népessége
A település népessége az utóbbi években az alábbiak szerint változott:
| Lakosok száma | 60 211 | 62 344 | 77 421 | 80 020 | 79 010 | 76 497 | 74 121 | 74 562 | 75 911 | 80 095 |
|               | 2001   | 2004   | 2007   | 2009   | 2012   | 2014   | 2017   | 2019   | 2022   | 2024   |

## Gazdasága

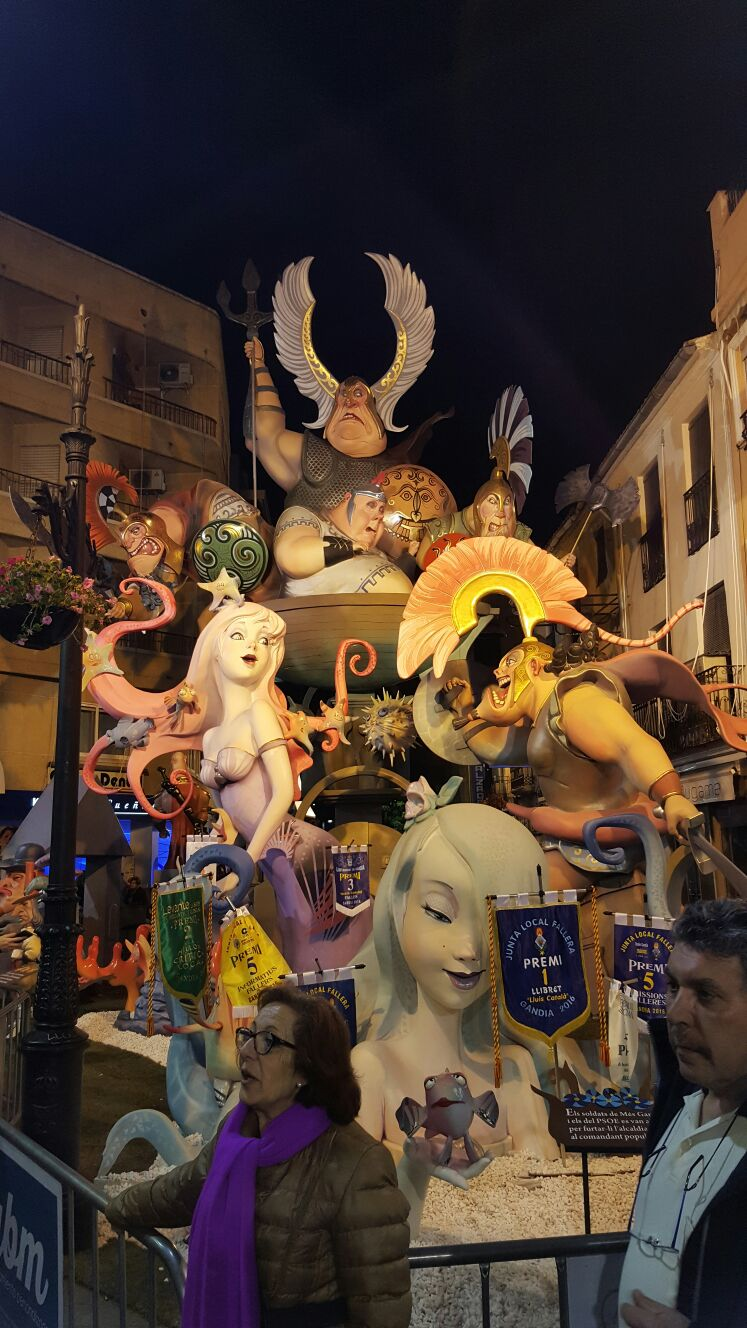
Fallas Gandiában, 2016

Mesterségesen öntözött kertek (huerták) veszik körül. Bor-, olaj-, citrom- és gabonatermelés.

## Kultúra
A valenciai Las Fallas mintájára fesztiválokat rendeznek a városban.

## Sportélete
A Club de Fútbol Gandía futballcsapatot 1947-ben alapították. Hazai mérkőzéseit a  6000 férőhelyes stadio Guillermo Olagüe stadionban tartja. 